# Ravenna Calcio 2010-2011
Questa pagina raccoglie le informazioni riguardanti il Ravenna Calcio nelle competizioni ufficiali della stagione 2010-2011.

## Stagione
Nella stagione 2010-2011 il Ravenna disputa il girone A del campionato di Prima Divisione, raccoglie 35 punti, ma con una penalizzazione di 7 punti, sul campo i punti raccolti sono stati 42, 22 nel girone di andata e 20 nel girone di ritorno. Con i 35 punti finali ha dovuto disputare il Play-out contro il Sudtirol che ha 32 punti, quindi la squadra giallorossa parte avvantaggiata. Perde (1-0) a Bolzano, ma vince (2-1) al Benelli, conquistando la salvezza in Prima Divisione, nonostante il pesante fardello della penalità. Il 13 maggio è arrivata la sentenza della Disciplinare, con i 7 punti di penalizzazione, essendo stato provato il tentativo del d.s. ravennate Giorgio Buffone di corrompere il difensore del Lumezzane, ed ex del Ravenna Fabio Pisacane, dietro congrua ricompensa. Nella Coppa Italia nel primo turno il Ravenna supera la Juve Stabia (2-1) al Benelli, poi nel secondo turno perde (1-0) a Padova. Nella Coppa Italia di Lega Pro avendo giocato la Coppa nazionale, entra in scena nel primo turno eliminatorio, ma perde al Benelli (2-3) con il Pisa. Nonostante le difficoltà economiche il Ravenna disputa una buona stagione, sia i giocatori che i due allenatori, Vincenzo Esposito nelle prime otto giornate, poi Leonardo Rossi fino al termine, si sono dimostrati all'altezza del loro compito. Ma la situazione finanziaria del Ravenna Calcio (2001) è pesantissima, con il fallimento dietro l'angolo. Infatti l'estate è caldissimo, il 28 luglio 2011 il Consiglio Federale non ammette il Ravenna nei campionati professionistici, per ritardi nei pagamenti. Il 9 agosto la squadra giallorossa viene esclusa dal campionato di competenza, per le conseguenze dello scandalo di Scommessopoli, nel quale è stata coinvolta. Il 12 agosto 2011 la nuova società viene iscritta per la stagione 2011-2012 nel campionato di Serie D, il Ravenna resterà confinato nelle categorie dilettantistiche fino alla stagione 2016-2017 compresa..

## Rosa
| N. |                    | Ruolo | Calciatore          |
| -- | ------------------ | ----- | ------------------- |
|    | Italia (bandiera)  | C     | Giampaolo Calzi     |
|    | Italia (bandiera)  | D     | Sergio Carnesali    |
|    | Italia (bandiera)  | A     | Salvatore Caturano  |
|    | Italia (bandiera)  | C     | Umberto Cazzola     |
|    | Italia (bandiera)  | A     | Vincenzo Chianese   |
|    | Italia (bandiera)  | D     | Sandro Ciuffetelli  |
|    | Italia (bandiera)  | D     | Oscar Corbelli      |
|    | Italia (bandiera)  | C     | Raffaele D'Esposito |
|    | Italia (bandiera)  | C     | Erik Fabbri         |
|    | Italia (bandiera)  | D     | Gianluca Fasano     |
|    | Camerun (bandiera) | C     | Divine Fonjock      |
|    | Italia (bandiera)  | D     | Umberto Gardella    |
|    | Italia (bandiera)  | C     | Paolo Gerbino Polo  |
|    | Italia (bandiera)  | D     | Alessio Grea        |
|    | Italia (bandiera)  | C     | Roberto Guitto      |

| N. |                   | Ruolo | Calciatore            |
| -- | ----------------- | ----- | --------------------- |
|    | Italia (bandiera) | A     | Gianluca Lapadula     |
|    | Italia (bandiera) | D     | Tiziano Maggiolini    |
|    | Italia (bandiera) | P     | Rocco Pellegrino      |
|    | Italia (bandiera) | A     | Federico Piovaccari   |
|    | Italia (bandiera) | A     | Lorenzo Pompei        |
|    | Italia (bandiera) | D     | Roberto Rosini        |
|    | Italia (bandiera) | C     | Lorenzo Rossetti      |
|    | Italia (bandiera) | P     | Gian Maria Rossi      |
|    | Italia (bandiera) | A     | Paolo Rossi           |
|    | Italia (bandiera) | A     | Daniele Rosso         |
|    | Italia (bandiera) | D     | Roberto Sabato        |
|    | Italia (bandiera) | C     | Paolo Sciaccaluga     |
|    | Italia (bandiera) | C     | Marco Sebartoli       |
|    | Italia (bandiera) | D     | Massimiliano Tagliani |
|    | Italia (bandiera) | C     | Alessandro Visone     |

## Risultati

### Lega Pro Prima Divisione

#### Girone di andata
| Arbitro: | Mariani (Aprilia) |

|               |           |                                 |
| Cozzolino 34’ | Marcatori | 14’ Piovaccari 63’ Gerbino Polo |

| Arbitro: | Saia (Palermo) |

|              |           |                  |
| Caturano 36’ | Marcatori | 40’ La Grottería |

| Gubbio 5 settembre 2010 3ª giornata | Gubbio            | 0 – 0 | Ravenna | Stadio Pietro Barbetti\| Arbitro: \| Aloisi (Avezzano) \| |
| Arbitro:                            | Aloisi (Avezzano) |       |         |                                                           |

| Ravenna 12 settembre 2010 4ª giornata | Ravenna                           | 0 – 0 | Cremonese | Stadio Bruno Benelli\| Arbitro: \| Coccia (San Benedetto del Tronto) \| |
| Arbitro:                              | Coccia (San Benedetto del Tronto) |       |           |                                                                         |

| Arbitro: | Viti (Campobasso) |

|                                 |           |                          |
| Paulinho 19’, 53’ Pignalosa 55’ | Marcatori | 3’ Caturano 23’ Tagliani |

| Arbitro: | La Penna (Roma) |

|  |           |                     |
|  | Marcatori | 8’ (rig.) A. Romano |

| Pagani 3 ottobre 2010 7ª giornata | Paganese                    | 0 – 0 | Ravenna | Stadio Marcello Torre\| Arbitro: \| Santonocito (Abbiategrasso) \| |
| Arbitro:                          | Santonocito (Abbiategrasso) |       |         |                                                                    |

| Arbitro: | Pairetto (Nichelino) |

|  |           |               |
|  | Marcatori | 20’ Pichlmann |

| Arbitro: | De Faveri (San Donà di Piave) |

|             |           |                        |
| Tattini 59’ | Marcatori | 27’ (rig.) Ciuffetelli |

| Arbitro: | Borriello (Mantova) |

|  |           |            |
|  | Marcatori | 90’ Artico |

| Arbitro: | Barbeno (Brescia) |

|                                             |           |                |
| Vannucchi 15’, 63’ Pedrelli 34’ Saudati 74’ | Marcatori | 69’ Maggiolini |

| Arbitro: | Bietolini (Firenze) |

|                                     |           |  |
| V. Chianese 14’ (rig.) Rossetti 87’ | Marcatori |  |

| Arbitro: | Oliveri (Palermo) |

|                              |           |                |
| Caturano 16’ V. Chianese 21’ | Marcatori | 18’ Bradaschia |

| Arbitro: | Soricato (Barletta) |

|                       |           |                |
| Montervino 79’ (rig.) | Marcatori | 90+5’ D. Rosso |

| Arbitro: | Ripa (Nocera Inferiore) |

|              |           |               |
| D. Rosso 61’ | Marcatori | 6’ Migliorini |

| Arbitro: | Aversano (Treviso) |

|              |           |                              |
| Mammetti 31’ | Marcatori | 54’ V. Chianese 57’ D. Rosso |

| Arbitro: | Cifelli (Campobasso) |

|                |           |  |
| Maggiolini 86’ | Marcatori |  |

#### Girone di ritorno
| Arbitro: | Di Paolo (Avezzano) |

|            |           |             |
| Fonjock 6’ | Marcatori | 45’ R. Riva |

| Arbitro: | Zappatore (Taranto) |

|                             |           |  |
| Mateos 73’ La Grottería 79’ | Marcatori |  |

| Arbitro: | Del Giovane (Albano Laziale) |

|                          |           |           |
| D. Rosso 30’ Cazzola 66’ | Marcatori | 68’ Gomez |

| Arbitro: | De Faveri (San Donà di Piave) |

|          |           |  |
| Coda 22’ | Marcatori |  |

| Arbitro: | Peretti (Verona) |

|                                  |           |                   |
| Lo Monaco 3’ (aut.) Rossetti 21’ | Marcatori | 54’, 70’ Paulinho |

| Arbitro: | Petroni (Roma) |

|            |           |                               |
| Marchi 18’ | Marcatori | 40’ (aut.) Campo 80’ D. Rosso |

| Arbitro: | Castrignanò (Brindisi) |

|              |           |  |
| P. Rossi 58’ | Marcatori |  |

| Arbitro: | Mariani (Aprilia) |

|                                                            |           |                          |
| N. Ferrari 9’, 84’ (rig.) Berrettoni 16’ G. Esposito 90+2’ | Marcatori | 3’ Rossetti 82’ D. Rosso |

| Arbitro: | Mangialardi (Pistoia) |

|                   |           |  |
| P. Rossi 36’, 42’ | Marcatori |  |

| Arbitro: | Bindoni (Venezia) |

|                   |           |                 |
| Scappini 24’, 59’ | Marcatori | 78’ Sciaccaluga |

| Arbitro: | Gallo (Barcellona Pozzo di Gotto) |

|  |           |            |
|  | Marcatori | 35’ Herzan |

| Arbitro: | Pasqua (Tivoli) |

|                                   |           |  |
| Viapiana 19’ Alessi 48’ Lanna 73’ | Marcatori |  |

| Lumezzane 17 aprile 2010 30ª giornata | Lumezzane        | 0 – 0 | Ravenna | Nuovo Stadio Comunale\| Arbitro: \| Maresca (Napoli) \| |
| Arbitro:                              | Maresca (Napoli) |       |         |                                                         |

| Arbitro: | De Benedictis (Bari) |

|              |           |               |
| Lapadula 79’ | Marcatori | 62’ Peccarisi |

| Arbitro: | Benassi (Bologna) |

|                                            |           |  |
| Coppola 8’ Volpe 42’ (rig.) Gio. Rossi 79’ | Marcatori |  |

| Arbitro: | Bolano (Livorno) |

|                                                  |           |              |
| F. Russo 14’ (aut.) Gerbino Polo 24’ Cazzola 43’ | Marcatori | 27’ N. Galli |

| Arbitro: | Peretti (Verona) |

|              |           |                  |
| Djokovic 23’ | Marcatori | 50’ Gerbino Polo |

#### Play-out
| Arbitro: | Pairetto (Nichelino) |

|                   |           |  |
| M. Fischnaller 2’ | Marcatori |  |

| Arbitro: | De Benedictis (Bari) |

|                                 |           |              |
| R. Sabato 14’ V. Chianese 90+2’ | Marcatori | 22’ Albanese |

### Coppa Italia

#### Turni elimatori
| Arbitro: | Ceccarelli (Terni) |

|                              |           |               |
| Scappini 51’ L. Rossetti 68’ | Marcatori | 18’ Tarantino |

| Arbitro: | Ruini (Reggio Emilia) |

|            |           |  |
| Soncin 79’ | Marcatori |  |

### Coppa Italia Lega Pro

#### Fase 1 ad eliminazione diretta
| Arbitro: | Vallesi (Ascoli Piceno) |

|                         |           |                               |
| Pompei 47’ Caturano 66’ | Marcatori | 18’ Saline 89’, 116’ S. Miani |